# Zhovtantsi
Zhovtantsi (ucraniano: Жовта́нці; polaco: Żółtańce) es un municipio rural y pueblo de Ucrania, perteneciente al raión de Leópolis en la óblast de Leópolis.
En 2021, el municipio tenía una población de 10 127 habitantes, de los cuales algo más de tres mil vivían en el pueblo y el resto repartidos en trece pedanías. El municipio se creó en 2016 mediante la fusión de los consejos rurales de Zhovtantsi, Velyke Kolodno y Výriv, a los que se añadió posteriormente el de Reméniv. Además de estos cuatro pueblos, forman parte del municipio otros diez: Novi Stav, Pechýjvosty, Chestyni, Horpýn, Yakýmiv, Vyjopní, Hrabovets, Kolódentsi, Stávnyky y Vyslóboky.
Se conoce la existencia del pueblo en documentos desde el siglo XIV. Albergó un monasterio basiliano, que cerró en 1744. Antes de la fundación del actual municipio en 2016, Zhovtantsi era sede de un consejo rural en el raión de Kámyanka-Buzka, que únicamente incluía como pedanías a Vyjopní, Hrabovets, Kolódentsi y Stávnyky.
El pueblo se ubica sobre la carretera H17, a medio camino entre Leópolis y Kámyanka-Buzka.